# Acytolepis lambi
Acytolepis lambi är en fjärilsart som beskrevs av William Lucas Distant 1882. Acytolepis lambi ingår i släktet Acytolepis och familjen juvelvingar. Inga underarter finns listade i Catalogue of Life.